# Tvrđa

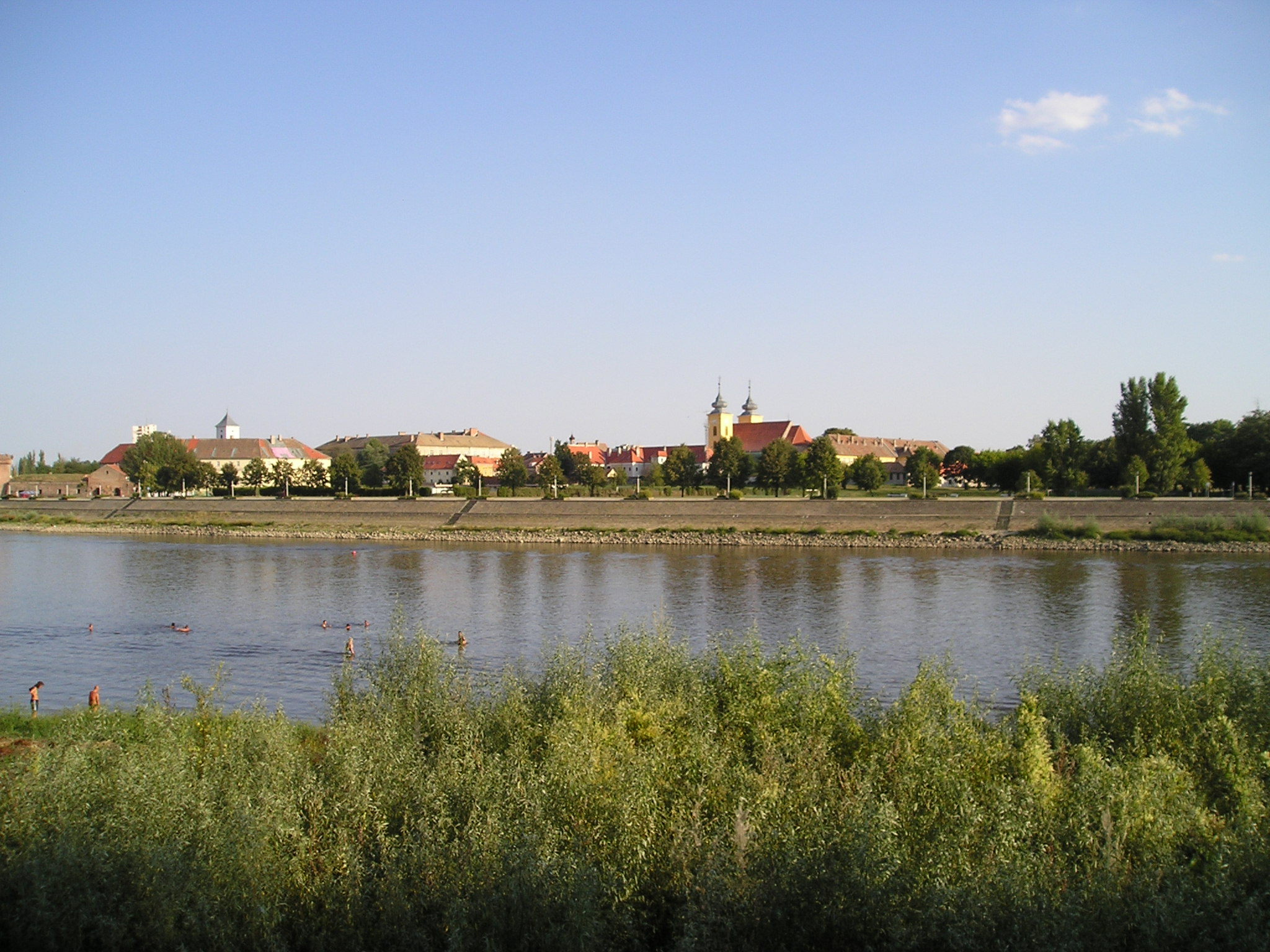
Tvrđa od strony Drawy

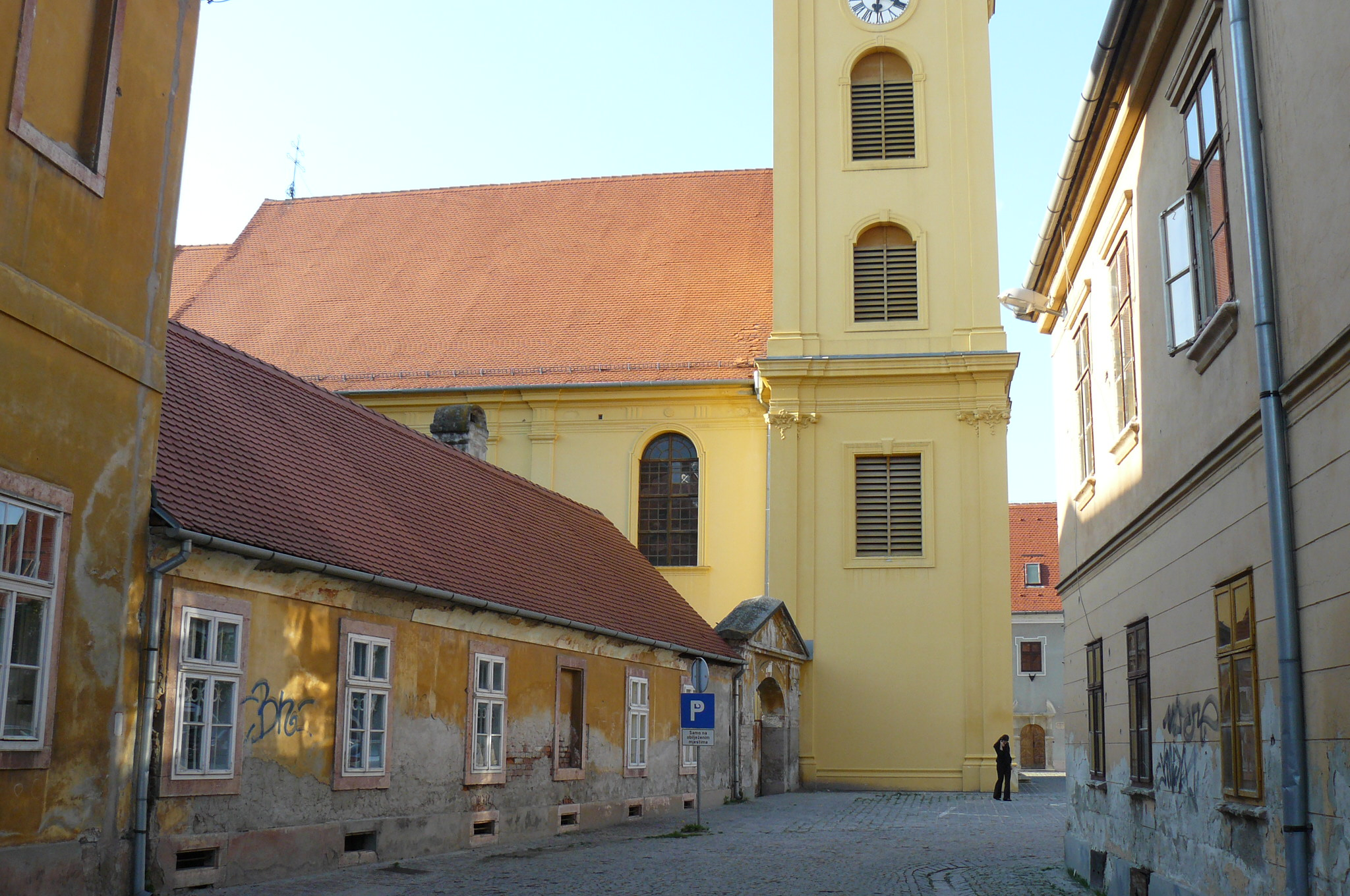
Kościół św. Michała

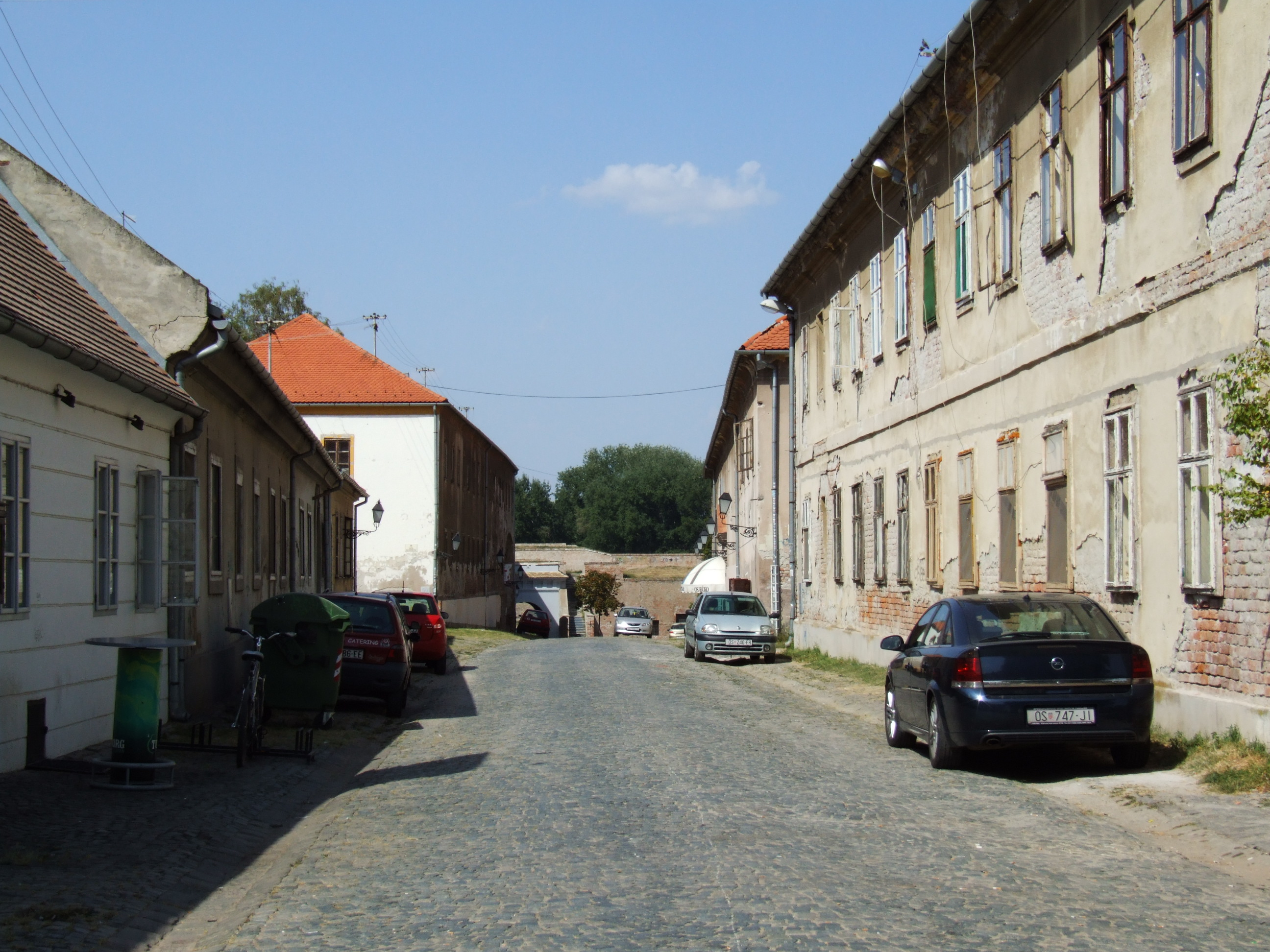
Fragment, w tle Brama Wodna i mury twierdzy

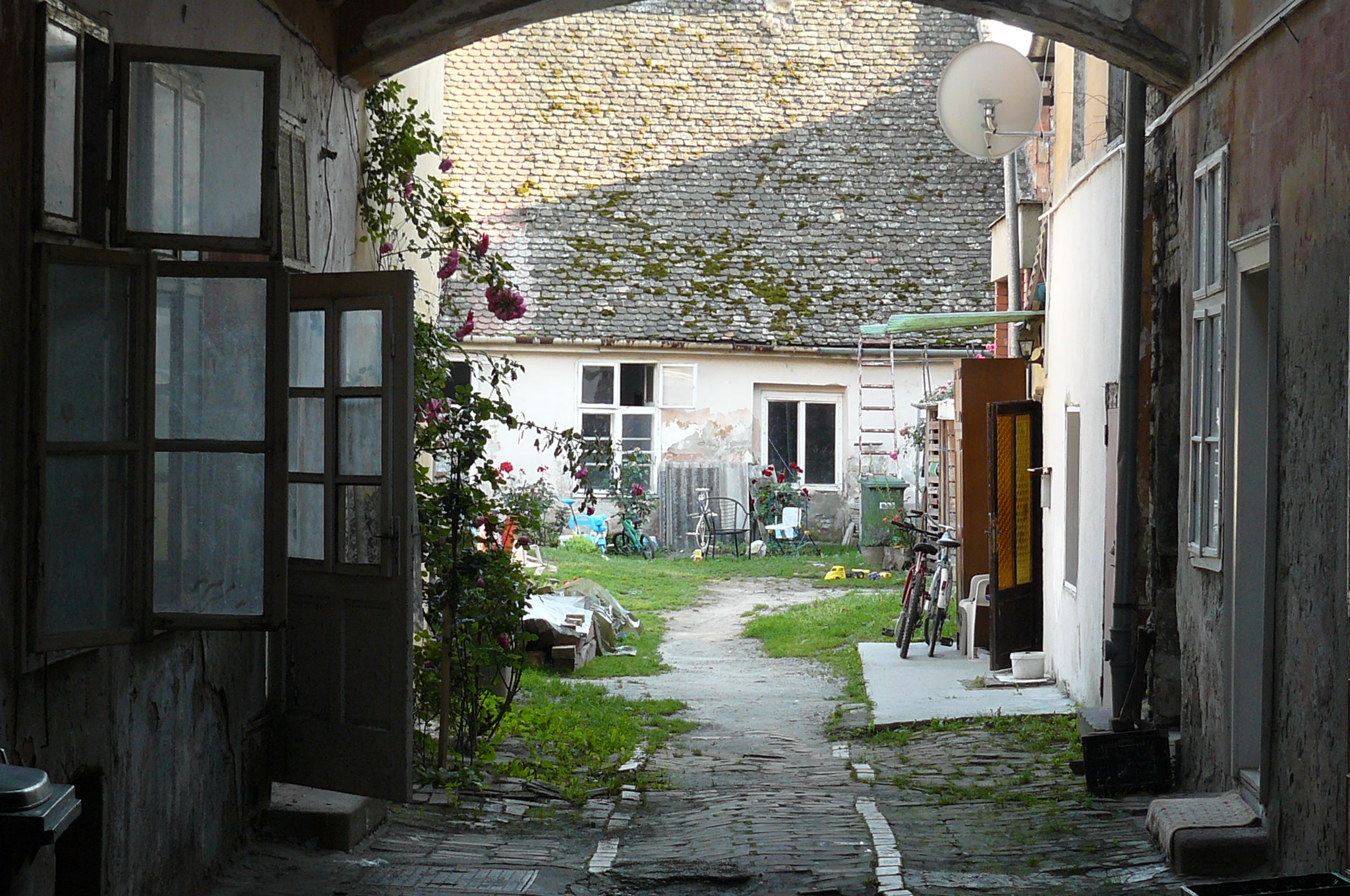
Podwórko

Tvrđa (czytaj: twrdzia – dosł. twierdza) – starówka w Osijeku, położona nieco na uboczu (na wschód) od obecnego centrum miasta, powstała w miejscu dawnej habsburskiej twierdzy.

## Historia od średniowiecza do czasów osmańskich
Nazwa Osijek pojawiła się po raz pierwszy w 1196. Miasto było ośrodkiem handlowym i portem od początków XII w. dzięki swemu położeniu na szlaku z Peczu i Budy na południe. Znajdował się tu romański kościół Świętej Trójcy. W latach 1526–1687 Osijek znajdował się w granicach imperium osmańskiego. Miasto nie uległo w tym okresie poważniejszym zmianom, ale powstałe w tym czasie miejsca kultu islamskiego, nadały mu orientalny charakter. Ślady średniowiecznego i tureckiego miasta zachowały się do dzisiaj, w tym resztki murów starej, tureckiej fortecy, znanej dziś jako "turecki mur" (Turski zid) lub "fort Filibeja" (Filebejeva utvrda), leżący obok drogi prowadzącej do Tvrđi.
W czasach osmańskich Osijek uzyskał międzynarodowy rozgłos dzięki mostowi Sulejmana. Budowa mostu została rozpoczęta przez Ibrahima Paszę 16.08.1526 na rozkaz Sulejmana Wspaniałego. Most, łączący Osijek z Dardą, miał formę drogi opartej na palach o długości ok. 7 km i szerokości 6 m. Uważany za wielkie zagrożenie dla chrześcijańskiej Europy, był atakowany wiele razy. Zniszczono go w 1664 r., kiedy został podpalony na rozkaz bana chorwackiego Nikoli Zrinskiego (chorw. Nikola VII Zrinski), (węg. VII Zrínyi Miklós). Most został odbudowany za panowania Sulejmana II]. Ostatecznie został spalony przez armię habsburską w 1686 r].

## Status i położenie
Tvrđa jest najlepiej zachowaną w Chorwacji zabytkową barokową starówką miejską. Oddzielona od reszty miasta pasem parków i zieleni, a także szeroką ulicą Europska Avenija, pozostawała przez lata niewykorzystana turystycznie. Obecnie stan ten się zmienia, lecz długoletnie położenie na uboczu pozwoliło zachować autentyczne walory zabytkowe zespołu.

## Zabudowa
Zabudowa skoncentrowana jest przy ulicach wybiegających z rynku (Trg Svetoga Trojstva), a od północy ograniczona rzeką Drawą, nad którą zaaranżowano bulwar spacerowy. Z pozostałych stron zlokalizowane są planty i rozległe parki miejskie. Część murów obronnych twierdzy jest zachowana, ocalała też Brama Wodna (Vodena vrata). Większość zabytków pochodzi z XVIII wieku, a główne z nich to:
- pojezuicki kościół św. Michała,
- klasztor Jezuitów,
- ratusz (obecnie Muzeum Slawońskie z bogatymi zbiorami archeologicznymi),
- kolumna Trójcy Świętej,
- stara poczta.

Możliwy jest wstęp na mury miejskie, które stanowią dobry punkt widokowy na dachy starówki.

## Rozrywka i dojazd
Na terenie całego zespołu intensywnie rozwija się funkcja gastronomiczna i hotelowa (głównie tanie hostele). Dojazd możliwy tramwajami do przystanku Tvrđa.